# 纪耀
纪耀，直隸清苑縣（今河北省清苑縣）人，清朝政治人物。进士出身。

## 生平
崇禎十五年（1642年）壬午科順天鄉試舉人。明亡仕清。順治三年（1646年）丙戌科中進士。顺治十一年（1654年）接替任福建邵武府知府。